# Solrød Strand
Solrød Strand – miasto w Danii, siedziba gminy Solrød. 14 682  mieszkańców (2006). Ośrodek przemysłowy.